# Amphipoea flavostigma
Amphipoea flavostigma là một loài bướm đêm trong họ Noctuidae.